# 몬스터 호텔 3
《몬스터 호텔 3》(영어: Hotel Transylvania 3: Summer Vacation)는 2018년 공개된 미국의 애니메이션 영화로, 2012년 영화 《몬스터 호텔》의 세 번째편이다.

## 출연진
- 셀레나 고메즈 - 마비스 역
- 데비이드 스페이드 - 투명인간 역
- 스티브 부세미 - 늑대인간 역
- 짐 가피건 - 에이브러햄 반 헬싱 역
- 몰리 섀널
- 키건마이클 키 - 미이라 역
- 케빈 제임스 - 프랑켄슈타인 역
- 프랜 드래셔
- 카트린 하안 - 에리카 반 헬싱 역
- 멜 브룩스 - 블라드 역

### 한국어 더빙
- 이장원 - 드락 역
- 남도형 - 조나단 역
- 정혜원 - 마비스 역
- 소정환 - 투명인간 역
- 김광국 - 늑대인간 역
- 최석필 - 에이브러햄 반 헬싱 역
- 현경수 - 프랑켄슈타인의 역
- 김현심 - 에리카 반 헬싱
- 조동희 - 블라드 역
- 이현 - 미이라 역